# Maagodirehaa
Maagodirehaa ist eine Insel des Huvadhu-Atolls im Süden des Inselstaates Malediven in der Lakkadivensee des Indischen Ozeans. Sie gehört zum Verwaltungsatoll Ghaafu Dhaalu, ist unbewohnt, aber bewaldet.

## Geographie
Die Insel liegt am Nordwestrand des Verwaltungsatolls im Westen des Atolls. Sie misst etwa 200 m im Durchmesser und besteht nur aus einem schmalen bewaldeten Saum, der eine zentrale Lagune einfasst.
Die  Insel liegt zusammen mit Kaafénaa, Kudherataa und Rahadhoo zwischen Thinadhoo und Kaadedhdhoo.